# Газопереробний завод Хангіран
Газопереробний завод Хангіран — розташоване в іранській провінції Хорасан-Резаві підприємство нафтогазової промисловості, котре, передусім, здійснює підготовку продукції родовища Хангіран.

## Загальний опис
У 1962-му неподалік від прикордонного з Туркменією Серахсу відкрили гігантське газове родовище Хангіран, запаси якого оцінюються у 0,6 трлн м3. Його розробка почалась у 1973-му із покладів формації Shourijeh, що вирізняються низьким вмістом сірководню (на них припадає шоста частина запасів родовища). В межах цього проекту запустили установку первинної підготовки Хангіран, на якій  провадили зневоднення, після чого товарний продукт в обсязі 1 млн м3 на добу спрямовували по газопроводу до Мешхеда.
В середині 1970-х узялись за спорудження потужного газопереробного заводу Хангіран, котрий мав працювати на ресурсі залягаючих глибше покладів формації Моздуран, яким є властивий високий вміст сірководню. Через події Ісламської революції та початок Ірано-іракської війни запуск ГПЗ затримався на 3 роки, проте в 1983-му все-таки стали до ладу перші три технологічні лінії потужністю по прийому 7 млн м3 на добу кожна. В 2001-му запустили ще дві такі ж лінії, що вивело завод на проектну потужність. Видачу продукції ГПЗ організували по газопроводу до Неки.
В 1998-му замовили розширення заводу на 12,7 млн м3, яке було завершене в 2004-му. В результаті він отримав можливість щодоби приймати 48 млн м3 газу з високим вмістом сірководню, з якого повинно продукуватись 42 млн м3 товарного газу. При цьому окрім сірководню, вміст якого у газі формації Моздуран складає біля 3,5 %, також вилучають двоокис вуглецю (6,5 %). Крім того, в певний момент на заводі ввели установку дегідрації газу з низьким вмістом сірководню потужністю 7 млн м3 на добу, поява якої, зокрема, була пов'язана з розробкою газового родовища Гонбадлі.
В 2012-му анонсували швидке розширення ГПЗ зі збільшенням потужності по прийому до 67 млн м3 на добу (за рахунок розробки покладів з високим вмістом сірководню). В 2014-му завод вже виробляв 58 млн м3 товарного газу, а також 4 тисячі барелів газового конденсату на добу. Останній переробляють на двох установках сепарації з випуском керосину, дизельного пального, бензину, а також нафтохімічної сировини, відомої як naphtha.
За первісним проектом на ГПЗ передбачили 3 установки, на яких із вилученого сірководню отримують сірку. В подальшому на тлі розширення потужності заводу додали четверту установку. Кожна з них має добову потужність по 650 тон, тобто 2600 тон для всього ГПЗ, втім, фактичний випуск у 2014-му становив біля 2000 тон на добу.
У 2010-му через ГПЗ Хангіран пройшла траса трубопроводу Довлетабад — Хангіран — Сангбаст, через який стало можливим передавати ресурс до газопроводів Парчін – Сангбаст (прямує у західному напрямку південніше від гір Ельбурс) та Сангбаст – Нехбандан (веде до Південного Хорасану).